# 深津望
深津 望（ふかつ のぞみ、1980年 - ）は、日本の小説家。千葉県出身。2006年、「煙幕」が第49回群像新人文学賞の優秀作に選ばれる。受賞には至らなかったが、選考委員の加藤典洋が強く推したため優秀作とされた。

## 作品リスト
- 「煙幕」（『群像』2006年6月号）
- 「壁の向こうの彼女」（『群像』2008年9月号）
- 「マックス・ケース」（『群像』2009年5月号）